# 一乗寺 (松阪市)
一乗寺（いちじょうじ）は、三重県松阪市中万町にある天台宗の寺院。山号は神山（こうやま）。本尊は薬師如来。櫛田川と祓川の分岐点北西に位置する神山（こうやま）山頂への道筋にある。山号または山岳の名を冠して神山一乗寺（こうやまいちじょうじ）と呼ばれることも多い。

## 沿革

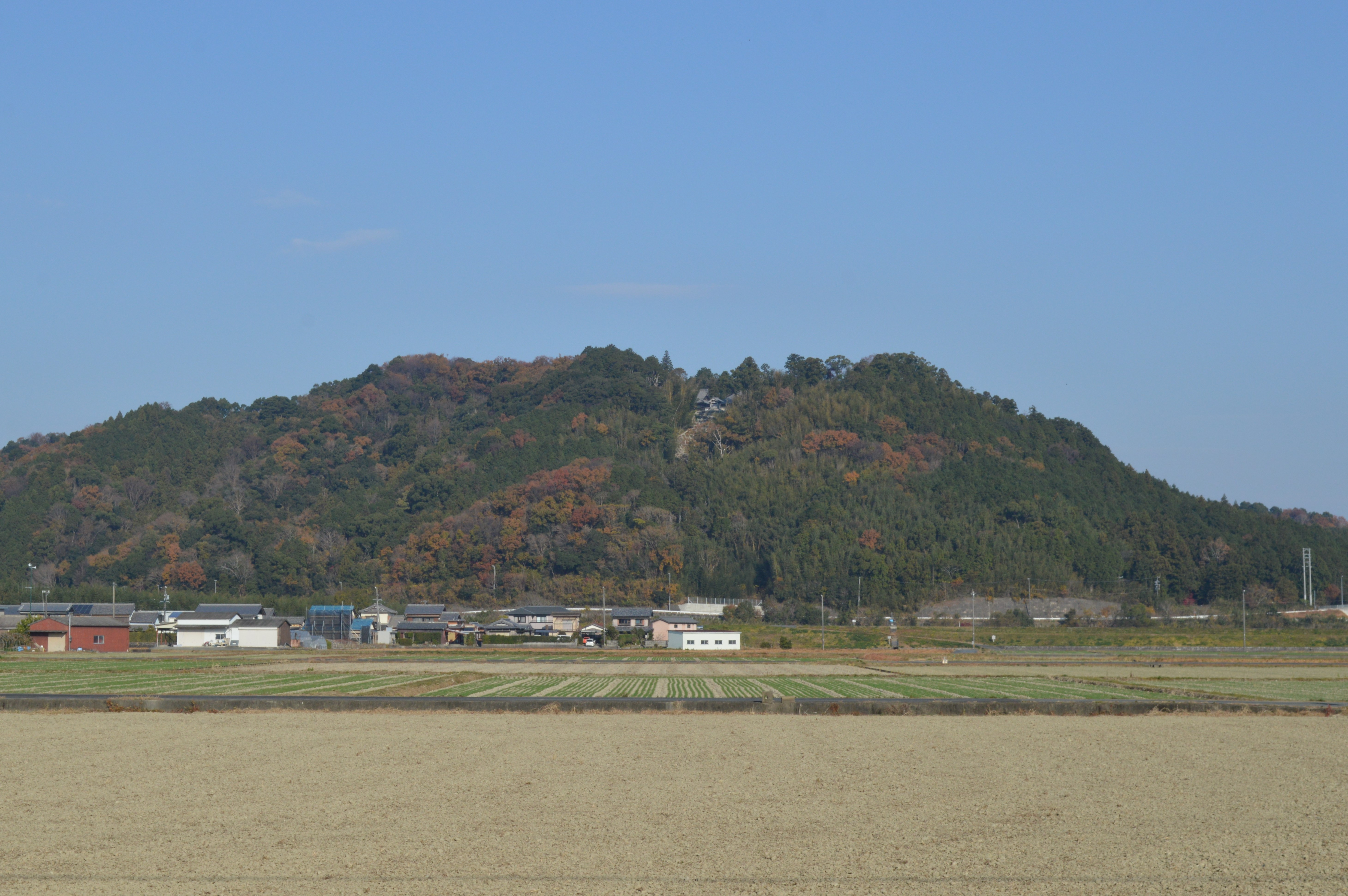
一乗寺がある神山

この寺は聖徳太子が伊勢神宮への参拝の際にこの地で自ら6尺1寸の薬師如来座像を刻み、創建したと伝えられている（仮託説も参照）。
かつて神山は度瀬山（わたせやま）ともいったため、平安時代に書かれた『続日本紀』に登場する「度瀬山房」という寺がおそらくこの一乗寺であろうという説もある。
寺より神山の山頂に登ると南北朝時代には神山城があった（現在は破却）。1343年（興国4年）の神山城の戦いではこの寺も仁木義長らの攻撃で焼失したが、1470年（文明2年）に再建された。1816年（文化13年）にはまたも火災に見舞われたが、1836年（天保7年）に再建された。

## 文化財
- 神山一乗寺制札（市指定 昭和53年11月11日） - 伊勢国司北畠氏による制札（3点）[6]
  - 1490年（延徳2年）守護大名北畠具方、北畠材親の時代のもの。署判の式部少輔は奉行人の大宮勝直。
  - 1496年（明応5年）こちらも北畠具方のもの。署判の左衛門太夫は奉行人垂水幸恒に比定される。
  - 1533年（天文2年）北畠晴具の時代のもの。

## 墓所
- 仁木義長[7]

## 周辺
- 飯野高宮神山神社
- JR紀勢本線・参宮線多気駅
- 三重県道701号御麻生薗豊原線